# Struny ve větru
Struny ve větru je dvojalbum vydané v roce 2011 se záznamem poezie zhudebněné a zpívané Vladimírem Mertou představuje některé z pozapomenutých „čítankových“ básníků, převážně Josefa Horu a Viktora Dyka. Dvojalbum je určeno zájemcům o poezii, naše městské písničkářství a folkovou hudbu, dále pro zájemce o neoficiální hudební scénu 80. let minulého století, kdy písničkář Vladimír Merta začal v období svých pravidelných zákazů postupně zhudebňovat některé české básníky. Dramaturgicky základní osu alba tvoří Horova a Dykova poezie, pro určitou pestrost jsou zařazeny i vybrané Čapkovy a Nezvalovy překlady francouzské poezie, básně Jiřího Ortena, Boris Pasternak v Horově překladu a rovněž pocta Josefu Horovi z pera Jaroslava Seiferta. 
První disk nabízí raritní a nedostupné nahrávky zhudebněné poezie Struny ve větru, které vyšly pouze na magnetofonové kazetě v roce 1989 v edici Klub přátel poezie v nakladatelství Československý spisovatel. Druhé CD přináší další dobové nahrávky, které na kazetu zařazeny již nebyly, včetně několika vlastních Mertových písní, které svět poezie nějak zachycují. Jako závěrečný bonus autor připojil nahrávku písně Bratrství jediného podpisu z roku 1992, která vystihuje duševní svět autorů píšících v nesvobodném období.

## Seznam zhudebněných básní

### CD 1
1. Struny ve větru (Josef Hora)
2. Kouzelné květy (Josef Hora)
3. Helouan (Josef Hora)
4. Máchovské variace (Josef Hora)
5. Bílá, růžová, rudá (Josef Hora)
6. Ubývá měsíce (Josef Hora)
7. Pro děti (Jiří Orten)
8. Ústa (Josef Hora)
9. Ptáče (Viktor Dyk)
10. Má bohéma (Arthur Rimbaud, překlad Vítězslav Nezval)
11. Čas (Josef Hora)
12. Podzim (Josef Hora)
13. Léto (Josef Hora)
14. V osamění (Josef Hora)
15. Milencům nevěřte (Viktor Dyk)
16. Srpen (Josef Hora)
17. Otevři, neotvírej (Josef Hora)
18. Krahujec (Jiří Orten)
19. Helouan (Jaroslav Seifert)

### CD 2
1. Být... (Vladimír Merta)
2. Plíží se večery (Viktor Dyk)
3. Kupředu (Viktor Dyk)
4. Nestačí role (Viktor Dyk)
5. Já byl jsem smutný (Viktor Dyk)
6. Za krásné jarní noci... (Viktor Dyk)
7. Svůj celý smutek nelze nikdy říc´ (Viktor Dyk)
8. Otázky (Viktor Dyk)
9. Bílá noc (Josef Hora)
10. Sedmihradská země (Viktor Dyk)
11. Cokoliv z Hrubína (Vladimír Merta)
12. Ulice (Josef Hora)
13. Zvučící klavír (Boris Pasternak, překlad Josef Hora)
14. Válka' (Josef Hora)
15. A klasy vstávají a klasy rostou (Viktor Dyk)
16. Puklá váza' (Sully Prudhomme, překlad Karel Čapek)
17. Děvče hovoří' (Jean Moreas, překlad Karel Čapek)
18. Fragment' (Viktor Dyk)
19. Básník a vítr' (Vladimír Merta)
20. Bratrství jediného podpisu (Vladimír Merta)

## Osoby
- Vladimír Merta – hudba, zpěv, kytary, foukací harmonika, okarína, flétna
- j.h. Jan Hrubý – housle (CD 2/1, 19)
- j.h. Jaroslav „Olin“ Nejezchleba – violoncello (CD 2/1, 19)

## Nahrávka
Nahráno v domácím studiu Vladimíra Merty v roce 1988 (píseň Bratrství jediného podpisu byla nahrána tamtéž v roce 1992). Rekonstrukce záznamu a mastering Petr Mayer a Vladimír Merta